# Damian Czykier
Damian Czykier (ur. 10 sierpnia 1992 w Białymstoku) – polski lekkoatleta, specjalizujący się w biegach płotkarskich i sprinterskich.
Absolwent Wydziału Inżynierii Lądowej Politechniki Warszawskiej. Olimpijczyk, rekordzista Polski w biegu na 60m przez płotki, półfinalista biegu na 110 m przez płotki w trakcie Igrzysk Olimpijskich 2016 w Rio de Janeiro.

## Kariera sportowa
Półfinalista halowych mistrzostw Europy w biegu na 60 metrów przez płotki (2015). Czwarty zawodnik uniwersjady w biegu na 110 metrów przez płotki (2015). Czwarty zawodnik mistrzostw Europy w Amsterdamie (2016) w tej konkurencji.
Medalista mistrzostw Polski seniorów ma w dorobku cztery złote medale w sztafecie 4 × 100 metrów (Bielsko-Biała 2012, Toruń 2013 i Białystok 2017) oraz cztery złota w biegu na 110 metrów przez płotki (2017, 2018, 2019), dwa srebra mistrzostw kraju z 2015 (bieg na 110 metrów przez płotki i sztafeta 4 × 100 metrów) oraz pięć brązowych krążków (Bydgoszcz 2011 – biegi rozstawne 4 × 100 i 4 × 400 metrów, Bielsko-Biała 2012 – 4 × 400 metrów, Toruń 2013 – 4 × 400 metrów, Szczecin 2014 – bieg na 110 metrów przez płotki). Pięciokrotnie złoty (2017, 2018, 2019, 2020, 2021) i trzykrotny srebrny medalista halowych mistrzostw kraju na 60 metrów przez płotki (2013, 2014 i 2015).
28 września 2024 wystąpił w charytatywnym meczu koszykarskim „Olimpijczycy i Paraolimpijczycy dla Powodzian”, z którego dochód został przeznaczony na remont zniszczonej przez powódź hali „Obuwnik” w Prudniku (hala Pogoni Prudnik i Zarzewia Prudnik).

## Osiągnięcia
| Rok  | Impreza                                 | Miejsce        | Konkurencja                | Lokata     | Wynik   |
| ---- | --------------------------------------- | -------------- | -------------------------- | ---------- | ------- |
| 2015 | Halowe mistrzostwa Europy               | Praga          | bieg na 60 m przez płotki  | półfinał   | 7,75    |
| 2015 | Superliga drużynowych mistrzostw Europy | Czeboksary     | bieg na 110 m przez płotki | 6. miejsce | 13,78   |
| 2015 | Uniwersjada                             | Gwangju        | bieg na 110 m przez płotki | 4. miejsce | 13,72   |
| 2016 | Mistrzostwa Europy                      | Amsterdam      | bieg na 110 m przez płotki | 4. miejsce | 13,40   |
| 2016 | Igrzyska olimpijskie                    | Rio de Janeiro | bieg na 110 m przez płotki | półfinał   | 13,50   |
| 2017 | Halowe mistrzostwa Europy               | Belgrad        | bieg na 60 m przez płotki  | eliminacje | 7,65    |
| 2017 | Superliga drużynowych mistrzostw Europy | Lille          | bieg na 110 m przez płotki | 4. miejsce | 13,40   |
| 2017 | Mistrzostwa świata                      | Londyn         | bieg na 110 m przez płotki | półfinał   | 13,42   |
| 2017 | Uniwersjada                             | Tajpej         | bieg na 110 m przez płotki | 3.miejsce  | 13,56   |
| 2018 | Halowe mistrzostwa świata               | Birmingham     | bieg na 60 m przez płotki  | półfinał   | 7,78    |
| 2018 | Mistrzostwa Europy                      | Berlin         | bieg na 110 m przez płotki | 4. miejsce | 13,38   |
| 2019 | Halowe mistrzostwa Europy               | Glasgow        | bieg na 60 m przez płotki  | półfinał   | 7,77    |
| 2019 | Halowe mistrzostwa Europy               | Glasgow        | sztafeta 4 × 400 m         | 4. miejsce | 3:08,40 |
| 2019 | Superliga drużynowych mistrzostw Europy | Bydgoszcz      | bieg na 110 m przez płotki | 4. miejsce | 13,70   |
| 2019 | Mistrzostwa świata                      | Doha           | bieg na 110 m przez płotki | eliminacje | DNS     |
| 2021 | Halowe mistrzostwa Europy               | Toruń          | bieg na 60 m przez płotki  | 6. miejsce | 7,63    |
| 2021 | World Athletics Relays                  | Chorzów        | sztafeta płotkarska        | 2. miejsce | 56,68   |
| 2021 | Superliga drużynowych mistrzostw Europy | Chorzów        | bieg na 110 m przez płotki | 3. miejsce | 13,65   |
| 2021 | Igrzyska olimpijskie                    | Tokio          | bieg na 110 m przez płotki | półfinał   | 13,63   |
| 2022 | Halowe mistrzostwa świata               | Belgrad        | bieg na 60 m przez płotki  | półfinał   | 7,61    |
| 2022 | Mistrzostwa świata                      | Eugene         | bieg na 110 m przez płotki | 4. miejsce | 13,32   |
| 2022 | Mistrzostwa Europy                      | Monachium      | bieg na 110 m przez płotki | półfinał   | 13,99   |
| 2023 | Halowe mistrzostwa Europy               | Stambuł        | bieg na 60 m przez płotki  | eliminacje | 7,95    |
| 2023 | Mistrzostwa świata                      | Budapeszt      | bieg na 110 m przez płotki | półfinał   | 13,65   |
| 2024 | Mistrzostwa Europy                      | Rzym           | bieg na 110 m przez płotki | –          | DNF     |
| 2024 | Igrzyska olimpijskie                    | Paryż          | bieg na 110 m przez płotki | repasaże   | 13,71   |
| 2025 | Halowe mistrzostwa Europy               | Apeldoorn      | bieg na 60 m przez płotki  | eliminacje | 7,70    |

## Życie prywatne
Syn piłkarza Dariusza Czykiera i koszykarki Elżbiety Stankiewicz.

## Rekordy życiowe
- Bieg na 110 metrów przez płotki – 13,25 s. (11 czerwca 2022, Suwałki) – rekord Polski / 13,22w (17 lipca 2022, Eugene)[8]
- Bieg na 60 metrów przez płotki (hala) – 7,48 s. (22 lutego 2022, Toruń) – były rekord Polski, 2. miejsce w polskich tabelach historycznych
- Bieg na 100 metrów – 10,28 s. (26 maja 2017, Łódź) – zbyt silny wiatr +3,9 m/s[8]